# Coremiella cystopodoides
Coremiella cystopodoides är en svampart som beskrevs av Bubák & Krieg. 1912. Coremiella cystopodoides ingår i släktet Coremiella, divisionen sporsäcksvampar och riket svampar.   Inga underarter finns listade i Catalogue of Life.